# Kim Hye-ri
Dans ce nom coréen, le nom de famille, Kim, précède le nom personnel.
Pour les articles homonymes, voir Kim.
Kim Hye-ri, née le 25 juin 1990, est une footballeuse internationale sud-coréenne évoluant au poste de défenseur au Incheon Red Angels. Elle fait également partie de l'équipe nationale depuis 2010.